# 로런 프라이스
로런 루이즈 프라이스 MBE(영어: Lauren Louise Price, 1994년 6월 25일~)는 영국, 웨일스의 축구 선수 출신 권투 선수이다. 2012년부터 2013년까지 웨일스 여자 축구 대표 선수로 활동했으며 축구 선수 은퇴 후에는  영국과 웨일스 권투 국가대표로 활동했다. 2020년 하계 올림픽 여자 미들급에서 금메달을 획득하는 등 여러 국제 대회에서 입상했으며 2022년에 프로 권투 선수로 전향했다. 프로 선수로서는 세계 복싱 협회(WBA)와 국제 복싱 기구(IBO) 여자 웰터급 세계 챔피언이 되었다.